# (134299) 2006 DW73
(134299) 2006 DW73 este un asteroid din centura principală, descoperit pe 23 februarie 2006 de Spacewatch.